# 時事画報社
社団法人 時事画報社（じじがほうしゃ）は、外務省の「外交青書」、「政府開発援助（ODA）白書」、農林水産省の「食料・農業・農村白書」、内閣府の「経済財政白書」、「国民生活白書」などを受託発行していた元内閣府所管の社団法人。
2009年、負債3億2300万円となり事業停止（事実上の倒産）となった。  

## 概要
- 所在：東京都港区赤坂7-10-17 フォンテ赤坂ビル4階
- 設立：1962年3月23日
- 会長：佐藤正紀（元・内閣府賞勲局長、審議官。任意整理中の2009年8月、軽自動車検査協会の監事に就任。前任は元運輸審議会の榊誠：元・時事画報社理事長）　 理事長：村岡公裕（フォト休刊時編集長、Cabiネット、「1+1」休刊時の編集担当理事）　常務理事：橋本一（マルチメディア・映像事業部の高額設備人員投資責任者）

一時期、NHKエグゼクティブアナウンサーだった加賀美幸子が会長を務めていたことがあったが、経営にはほとんど関与せず、経営危機が鮮明化し、佐藤が会長に就任したと同時に理事職からも退任した。

## 設立の経緯
1961年、総理府広報室から政府の広報活動への協力を依頼された当時の時事通信社代表取締役長谷川才次が中心となって、設立に向けて動いた。1962年2月21日に開催された社団法人時事画報社の設立総会で法人が設立され、同年3月23日に法人に設立が認可された。

## 時事画報社の定期刊行物
- 1961年　国の行政施策を紹介するグラフ誌『フォト』創刊
- 1973年　日本を多角的に海外に紹介するグラフ誌『Pacific Friend』創刊
- 2001年 『フォト』休刊、『Cabiネット』創刊
- 2003年 『Pacific Friend」休刊、『APP Japan＋』創刊
- 2007年 『Cabiネット｣休刊、『APP Japan＋』休刊　Web Book『Highlighting JAPAN』公開

環境省広報誌『エコジン』創刊、農林水産省広報誌『aff』発刊
男女共同参画社会実現に向けた情報誌『1+1（ワン・プラス・ワン）』を創刊。キャッチコピーは「ふたりでみつける新しいスタイル」
- 2008年 内閣府防災情報広報誌『広報ぼうさい』発刊、インターネットによるアニメ『めぐみ』制作・配信

## 倒産
2009年6月に事業を停止。弁護士事務所に処理を一任し、任意整理に入った。

## 主な刊行物
- 書籍
  - こどもの心シリーズ
  - 迎賓館赤坂離宮　迎賓館写真帖
  - 小泉純一郎です。―「らいおんはーと」で読む、小泉政権の5年間
  - プロカメラマンのためのPhotoShop暗室テクニック
  - ニッポンの「兵士」たち
  - 勲章と褒章（会長・佐藤正紀元賞勲局長自身が著作。佐藤が役所の後輩に働きかけて内閣府賞勲局が公費で買い上げたほか、同社を通じて販売）